# High Head Castle

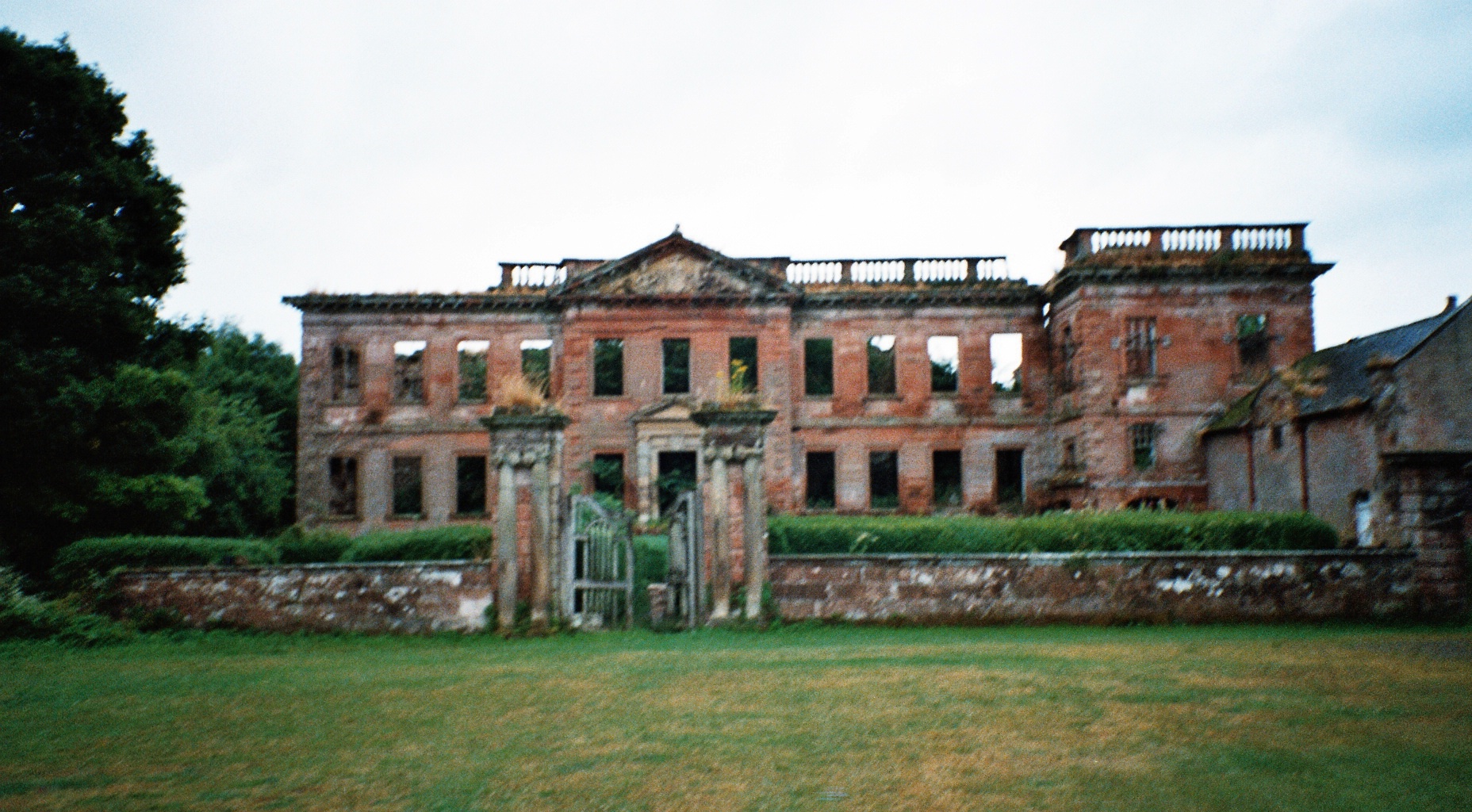
Eingangsfassade von High Head Castle, 2006

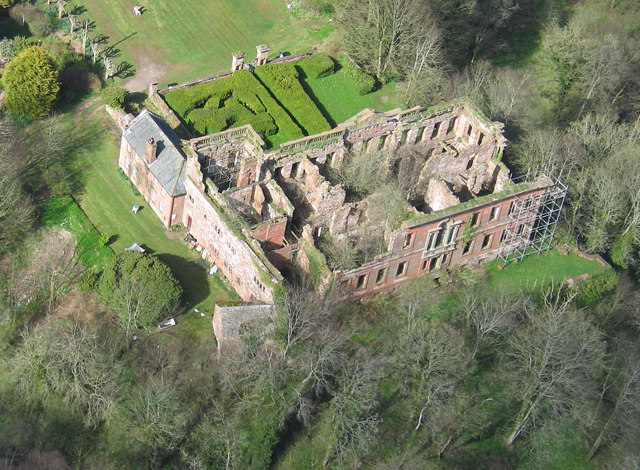
High Head Castle von oben, 2006

High Head Castle ist die Ruine eines großen, befestigten Herrenhauses in der englischen Grafschaft Cumbria. Sie liegt zwischen Carlisle und Penrith. Von dem Gebäude stehen heute nur noch die Außenmauern und einige Fundamente. Es ist zurzeit in privater Hand und die Eigner versuchen schon eine Zeitlang, es zu altem Glanz zu restaurieren.
Auf dem Gelände stand ursprünglich das Kings Castle im Forest of Inglewood. Die erste urkundliche Erwähnung dieser ersten Burg ist von 1272. Es handelte sich um einen mittelalterlichen Peel Tower, der von einer Kurtine umgeben war.
Die ersten namentlich bekannten Eigentümer des Hauses war die Familie Richmond, die es im 16. Jahrhundert kauften und erweitern ließen. Heute ist davon nur der Westflügel mit seinen unverwechselbaren Ajimezfenstern mit geradem oberen Abschluss und Rundbogenscheiben unter den Aufsätzen erhalten. An die Südwestecke dieses Flügels schließt der Keller eines Turmes mit quadratischem Grundriss an, der Zeichen von Arbeiten des 14. Jahrhunderts zeigt.
Später wurde das Haus an den Baron Brougham and Vaux verkauft, der einige Änderungen daran durchführen ließ. Ein Familienmitglied, Henry Richmond Brougham, ließ in den Jahren 1744–1748 eine neue Fassade gestalten. Sie ist elf Joche lang; das dreijochige Mittelteil hat einen Ziergiebel. Der eingefriedete Vorgarten hat verbundene ionische Säulen. Als die Broughams das Haus nicht länger benötigten, vermieteten sie es für einige Zeit. Von der Mitte des 19. Jahrhunderts bis mindestens 1909 lebte dort die Familie Hills; dort war die Kinderstube des Soldaten und Astronomen Edmond Herbert Grove-Hills. Als einzige weitere Mieter ist die Familie Cavaghan (Mitbegründer des Lebensmittelherstellers Cavaghan & Gray) bekannt, die in den 1930er-Jahren für etwa drei Jahre in dem Haus lebte.
Das Herrenhaus wurde 1956 durch einen Brand größtenteils zerstört; es blieb nur wenig mehr als die Außenmauern erhalten. Sowohl der mittelalterliche Flügel als auch das Haupthaus sind von English Heritage als historische Bauwerke II. Grades gelistet. Daran schließen rechteckige Stallungen mit erheblicher Rustizierung, einem steil aufragenden Ziergiebel und einer Laterne an.